# 高尔顿·威拉德·奥尔波特
高尔顿·威拉德·奥尔波特（Gordon Willard Allport，1897年11月11日—1967年10月9日）是一位美国心理学家。他出生于印地安纳州蒙提祖馬，是弟兄四人中最年轻的一个。他的一位兄长弗劳德·亨利·奥尔波特也是一位重要的、有影响的心理学家。从1930年到1967年，高尔顿·威拉德·奥尔波特长期任教于哈佛大学。他的著作包括Becoming, Pattern and Growth in Personality, The Individual and His Religion,The Nature of Prejudice.
奥尔波特是最早关注人格研究的心理学家之一，经常被称为人格心理学创立者之一。他既反对用心理分析方法研究人格，他认为太深了；又反对用行为主义方法研究人格，他认为不够深。他强调每个人的独特性。 
奥尔波特在心理学领域拥有深刻而持久的影响，虽然他的著作比其他著名人物较少被引用。

## 生平[2][3]

### 家庭關係
1897生於印第安納州Montezuma，是四個兒子中的老么。在父親成為醫生之前是一名推銷員，由於當時家中財務窘迫，Allport的父親進入巴爾的摩的醫學院，販售從加拿大走私的藥物以維持生計。當執法人員上門時，全家遷居，此後在印第安納州開設私人診所。當時由於當地醫院設備的不足，故經常把病患帶回家診療。在父親勤奮工作的薰陶之下，小小年紀的Allport便開始學習如何幫忙照顧病患，也因此奠定他與父親充滿信任的情感關係。Allport相信，為自己接生是父親的第一樁生意。
奧爾波特的母親有著虔誠的宗教信仰，支配了家庭事務。奧爾波特描述母親是個是非觀念十分強烈，且道德理想十分嚴苛的人。不允許家人抽菸、飲酒、跳舞或玩牌等。
家中有四個兄弟，其中一位哥哥Floyd為著名的社會心理學家。然而當時奧爾波特的年紀太小，故無法成為哥哥的玩伴，也沒有其他朋友。他回憶：「我自行發展活動圈。它是個有限的小圈圈，因為我無法融入一般男孩的集會」(Allport, 1967, p.4)「我在遊戲場深感苦惱。我從沒真正跟哥哥相處融洽。他們不喜歡我、不友善，我也無法跟他們競爭。們只是體型比我更像男人一些。」(引自Nicholson, 2003, p.25)幼年的Allport的極力地想成為少數朋友中的焦點。
儘管奧爾波特很少透漏自己的童年經驗，當時產生的自卑改讓他企圖追求卓越以獲得認同，日後他開始認同大哥Floyd，追隨他進入哈佛大學獲得心理學博士學位，然而奧爾波特仍持續處於哥哥的陰影之下。當他31歲時，「已經發表幾篇不太重要的論文，而且無法跟我那更傑出的哥哥混為一談」(引自Nicholson, 2003, p.168-169)。 爾後，在奧爾波特受關聯。他後來將這個構想政式稱為功能自主概念。

### 大學時期
具有讀書天份的Allport，高中時以全校第二名的身分畢業後進入哈佛，但他承認自己並不清楚自己該做什麼。大學時他主修經濟與哲學，參與男生社團、工人團體和外國學生的志工服務，也在假釋官辦公室工作。他對這些活動十分滿意，因為他真心喜歡幫助人。「我建立升任感，足以抵銷概化的自卑感。」(Allport, 1967, p.5-7)當時他有選修心理學的課程，但是並未想要在此領域發展職涯。直到畢業後到土耳其短期教學期間，他得到哈佛心理學研究獎學金才往這個方向走。「成為心理學家的想法或許比較接近他傑出的哥哥，而不是Allport的本人」(Nicholson, 2003, p.67)

### 職涯
1922年拿到博士學位的Allport，在哈佛教了兩年書之後，他接受在Dartmouth的任教。1930年返回哈佛，留任到1967年過世，終年69歲。

### 成就
Allport在特質心理學上的成就，最重要的便是創見。特質心理學的「起家」可以說是由Allport一手創建起來的，性格心理學之所以能夠獨立出來成為一門專門的學科也是因為他的努力。

### 當Allport遇見Freud
在一次返鄉的途中，Allport巧妙地安排他與Freud在維也納見面。面談時，Allport十分緊張，為了打破這個沉默，Allport決定訴說他在遠赴Freud家中時所發生的一件事。那是一個有潔癖的小男孩，非常害怕弄髒，不停地和母親說想換座位、不想坐在骯髒的男人旁邊。然而，Freud卻端詳著這位拘謹、循規蹈矩、精心裝扮的年輕人，開口問他：「那個小男孩是你嗎？」面對Freud的疑問，讓Allport留下非常深刻的印象，更加強了Allport認為心理分析學派過度強調潛意識動機、而忽略意識部分的理論懷疑。「我跟Freud的唯一會面，充滿創傷」(Allport, 1967, p.22)

## 拜访弗洛伊德
奥尔波特在他的自传体随笔《人格的模式和成长》中讲述了这个故事：他22岁大学刚毕业时，前往维也纳拜访当时已经成名的西格蒙德·弗洛伊德博士。弗洛伊德在会见时一言不发，奥尔波特想要打破沉默，叙述他在来到维也纳的火车上遇到一个男孩，非常恐惧碰到脏东西，即使他母亲放心，他也拒绝坐在任何靠近脏东西的地方。奥尔波特认为也许这个男孩从他的母亲获得了污物恐惧症。弗洛伊德看了奥尔波特一分钟，然后问：“那男孩是你本人吗？” 
奥尔波特体验到，弗洛伊德试图将这一事件与潜意识、遥远的童年联系起来，而轻视当前的动机、意图和体验。这暗示了心理分析过于倾向于挖掘过去和潜意识，但在此过程中意识和事情直接的方面更为重要。虽然奥尔波特从不否认潜意识和历史因素在人类心理中扮演一定角色（尤其是未成熟者和混乱者），但是他的研究总是强调有意识的动机和当前动机。

## 特質論簡略介紹[2]
特質論與心理分析、人本主義觀點有很大的差異，其間差異不只在於理論內容，更在於理論建構的資料基礎。特質論者強調科學的核心特徵即是測量。他們發展出客觀程度與可靠程度勘與物理測量比擬的心理測驗。
二十世紀中性格特質論的基礎主要由以下三人所奠定：Gordon Allport、雷蒙德·卡特尔以及漢斯·艾森克。雖然許多特質論者均有獨特的貢獻，且分別提出了許多重要的主題，但他們對於性格仍有某些共通的觀點。
- 人性觀

人們大多使用特質來談論性格，很明顯地，人們認為特質是性格的主軸。同樣的，主張特質論的性格研究者也認為特質是性格的主要單位。
- 性格科學觀

特質論者的首要研究興趣是測量方法。建構特質論觀點之性格科學的第一步，即是能夠可靠、有效地測量心理特質。
- 共通的基本看法

特質論取向是由一組共通的假設所定義而成。特質論觀點最基本的假設是，人們擁有一些稱為特質的一般傾向因而會以特定的方式作出反應。換言之，此觀點假設個體具有以特定且一致的方式反應、感覺或思考的可能性，而這正是可用以描述性格的有效方式。有強烈傾向以這些特定方式來行為的人，即被描述為擁有這些特質的程度較高。所有特質論者皆同意以各種不同的行為方式表現出的一般傾向是性格的基本建構單位。
另一個假設是，個體所表現出的特質相關行為和其擁有的相應特質間有直接的對應關係。特質論的研究程序假設，外顯行為與潛在特質間以更直接的方式，形成一對一的連結，若某人在性格測驗中報告出某特質相關行為較少，那就表示他擁有較少該項特質。
特質論者另一個共有的假設是，人類行為和性格可被組織唯一階層系統。Eysenck認為最簡單的行為層次是特定反應；然而，某些特定反應可以相互連結形成一般的行為習慣；再者，一群傾向同時出現的習慣則會形成特質。
總之，特質論主張人有以特定方式反應的一般行為傾向，這些傾向會以階層的方式組織，而特質概念可作為科學化性格理論之基礎。

## 奥尔波特特质理论
奧爾波特認為特質是概括的、個人化的決定傾向，個體對於環境一致而穩定的反應。特質是人格的基礎，是心理組織的基本建構單位，是每個人以其生裡為基礎而形成的一些穩定性格特徵。而奧爾波特的特質三個水平是把人格特質中的個人特質再進行更詳細的區分。
首要特質是最能代表一個人的特點
中心特質是一個人性格的核心部分。且人們常用中心特質來說明一個人的性格。
次要特質是某種具體偏好或反應傾向，是人們身上最不明顯、最不穩定的內在行為傾向。
奧爾波特的理論有提到：並不是所以特質在情境中都會被反應出來，特質表現只是大多數情境下的大概反應，並非必然行為。
奥尔波特以“特质”心理学家著称，他将特质分为三种水平：
1. 首要特质 - 主导性、代表性的人格特质
2. 中心特质 - 每个人身上都不同程度存在的一般特质， 例如诚实
3. 次要特质 - 只在某些情形中表现的特质

## 功能自治
奥尔波特是最早对动机与驱力加以区别的研究者之一。
每個人的行為動機可能為小時候消除緊張的動機，但當逐漸長大後，動機會從小時候減除緊張的驅力獨立出來，好比說，起初認真工作動機為得到父母的讚賞，但工作一段時間後，發現了工作本身的價值與最終目的，動機就不再以旁人眼光為驅力，無論別人是否看重自己的表現仍會努力追求工作上的成就。
因此，Allport說過「過去曾經受外在因素引發的工具性活動變成自發性且內生性的。曾經是為了滿足某種驅慾或一些單純需求的活動，現在則是為活動本身而活動，或廣義而言，為滿足此人的自我意象(理想我)而作。童年的需求不再對自我產生掌控；成熟才是」

## 研究個案－來自珍妮的信[5][6]
Allport認為個體的獨特性十分重要，他傾向深入研究個體的特質與特質之間的關係，而非研究母群體之共通性。最著名的例子即為「來自珍妮的信」。
Allport收集了301封珍妮與她兒子的兩位好友的來往信件，再進一步從這些信件中利用科學方法分析歸納出珍妮的特質。
Allport找來36位鑑定者詳細閱讀這些信件，他們一起總共用了198個詞來描述珍妮的特質，Allport把相同類型的特質描述歸納之後，得出了八個主要特質。
而這八個特質則分別是:
1. 愛吵架的（多疑的）
2. 自我中心的
3. 獨立的
4. 戲劇性的（受人注目的）
5. 多才多藝的
6. 攻擊性的
7. 憤世嫉俗的
8. 同情同事的（多愁善感的）

- 補充－珍妮的背景介紹:

珍妮出生於1868年的愛爾蘭，５歲移民到加拿大。
她有五個妹妹，一個弟弟。她１８歲時父親去世，所以珍妮是家中的經濟來源。她跟丈夫結婚之後搬到芝加哥。２７歲時丈夫去世。丈夫死後，她的兒子才出生。
她和唯一的兒子相依為命。但後來孩子上大學，入伍服役，就不斷跟母親吵架。
Allport的後繼者也曾試圖用電腦分析來研究這個案例，而得出的結果竟和Allport所做的研究大同小異。Allport對於這些資料的解讀，他主張個人主觀的判斷也佔有了分析特質很重要的部分。

## 缺陷與批判
雖然Allport在特質心理學上做了很多努力，但他的學說與研究方式仍然有被批評與不足之處。有部分的人認為Allport的學說過於強調個人的獨特特質，對於應用到普遍心理學來說是有問題的。但關於這點批評，其實研究特質心理學並不礙於應用到普遍上，特質心理學可以看成是研究大量的案例、然後透過大量的案例去推演出規則、甚至找出特例，所以此一批評並不需要擔心。
但Allport的學說仍存在一些問題，例如他相信許多特質是經遺傳而來，但卻沒有相關的研究去證實。在實證研究上的缺乏，是Allport學說的缺陷。
Allport的學說之所以沒辦法補全不足之處，也與後繼者有關係。後來的特質論者並不向他一樣這麼專注於特則取向、也鮮少做特則研究，研究母群數量越來越大，也導致這門學說的一點不完美。

## 著作
- Becoming: Basic Considerations for a Psychology of Personality. (1983). New Haven : Yale University. ISBN 0-300-00264-5
- The Nature of Prejudice. (1954; 1979). Reading, MA : Addison-Wesley Pub. Co. ISBN 0-201-00178-0
- The Nature of Personality: Selected Papers. (1950; 1975). Westport, CN : Greenwood Press. ISBN 0-8371-7432-5
- 《人格的模式和成长》（Pattern and Growth in Personality，1961）. Harcourt College Pub. ISBN 0-03-010810-1
- Psychology of Rumor. [with Leo Postman] (1948). Henry Holt and Co. ASIN B000J52DQU